# Enner Valencia
Enner Remberto Valencia Lastra (* 4. November 1989 in San Lorenzo) ist ein ecuadorianischer Fußballspieler, der hauptsächlich als Stürmer eingesetzt wird. Er steht seit Juni 2023 bei Internacional Porto Alegre in der Série A unter Vertrag und ist auch in der ecuadorianischen Nationalmannschaft aktiv, deren Rekordtorschütze er ist.

## Karriere

### Vereine

#### Anfänge im amerikanischen Kontinent
Valencia begann seine Laufbahn in der Nachwuchsabteilung des in der Provinz Sucumbíos beheimateten Club Caribe Junior und ehe er vom Erstligisten CS Emelec verpflichtet wurde. Sein Debüt für diesen Verein bestritt er am 27. Januar 2010 in einem Qualifikationsspiel zur Copa Libertadores 2010 bei den Newell’s Old Boys, das torlos endete. Seine größten Erfolge mit den Azules feierte er im Jahr 2013, als er mit Emelec die ecuadorianische Fußballmeisterschaft gewann und mit fünf Treffern der erfolgreichste Torjäger in der Copa Sudamericana 2013 war. Im Dezember 2013 wechselte er zum CF Pachuca und wurde mit insgesamt 18 Treffern, aus Liga- und Playofftoren, in der Clausura 2014 auf Anhieb Torschützenkönig der mexikanischen Liga.

#### Wechsel nach England

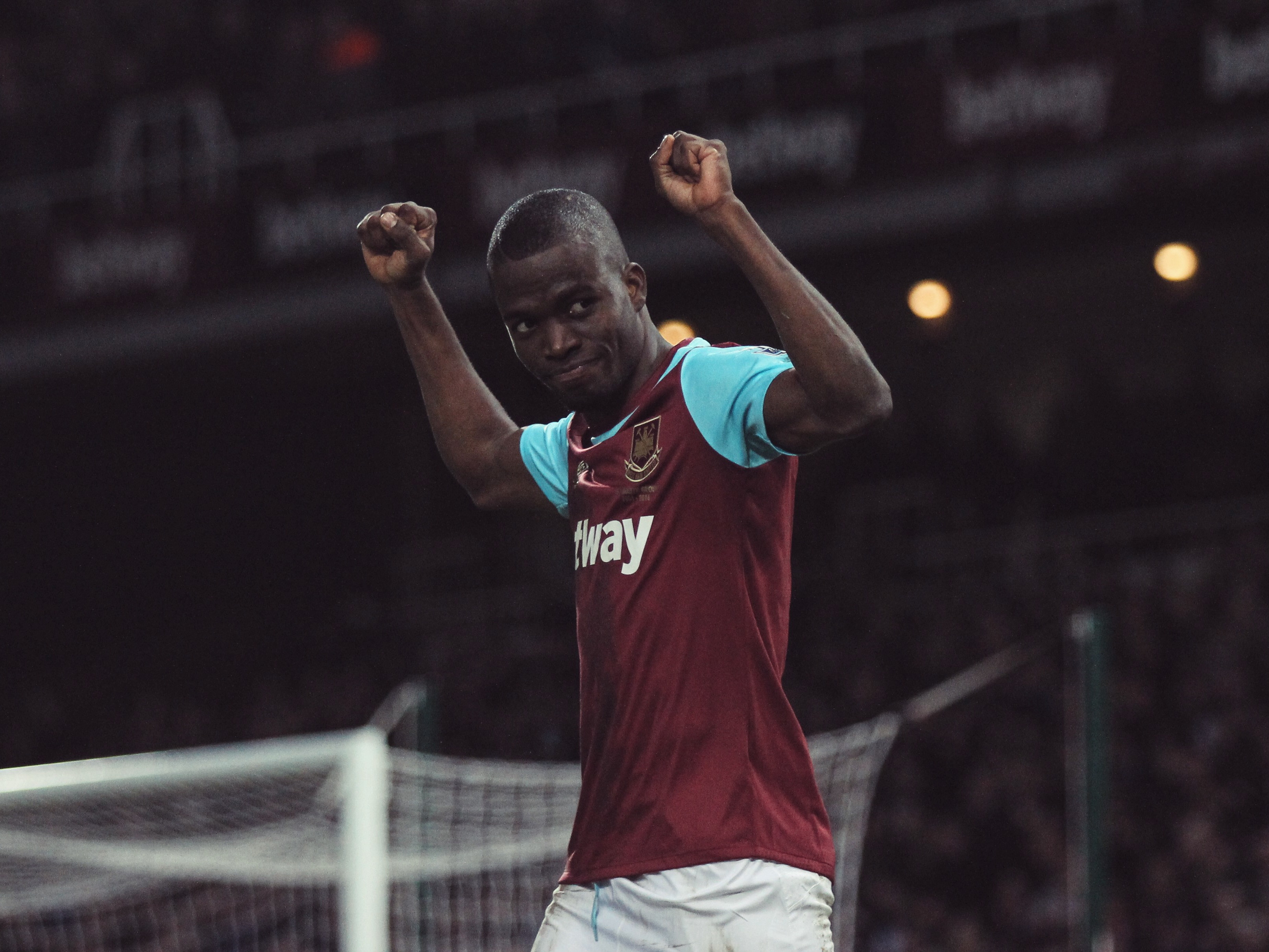
Enner Valencia bejubelt im Januar 2016 seine erzielten Tore gegen Manchester City.

Nach starken Leistungen in der mexikanischen Liga sowie bei der Weltmeisterschaft 2014 machte er auch in Europa auf sich aufmerksam. Nach der Weltmeisterschaft 2014 wurde er vom englischen Verein West Ham United verpflichtet. Die Hammers statteten den Stürmer mit einem Fünfjahresvertrag aus und überwiesen eine Ablöse von rund 15 Millionen Euro nach Pachuca. Valencia debütierte am 16. August 2014 bei einer 0:1-Heimniederlage gegen Tottenham Hotspur, als er in der 81. Minute für Carlton Cole eingewechselt wurde. Seinen ersten Treffer erzielte er am 15. September 2014 bei einem 2:2 gegen Hull City.
Zum Ende der Transferperiode im Sommer 2016 wurde er für die Saison 2016/2017 von West Ham United an den FC Everton ausgeliehen. Mit der Leihe erhielten die Toffees eine Kaufoption nach Ablauf der Saison.

#### Mexiko-Rückkehr und Wechsel in die Türkei
Im Juni 2017 wechselte Valencia zurück nach Mexiko zu UANL Tigres. In der Saison 2019 erreichte UANL Tigres das Finale der CONCACAF Champions League, aufgrund seiner torreichen Unterstützung mit sieben erzielten Toren in acht Einsätzen. Somit wurde er der Torschützenkönig des Turniers.
Im August 2020 wechselte Valencia zur Saison 2020/21 zum türkischen Erstligisten Fenerbahçe Istanbul und unterschrieb dort einen Dreijahresvertrag. Im Saisonverlauf verdrängte Valencia im Sturmzentrum seinen Mannschaftskollegen Mbwana Samatta und war nach erzielten Toren der offensive Leistungsträger der Mannschaft, damit war er auch mannschaftsintern der Torschützenkönig. Im August 2021 trug Valencia nach zwei Jahren Europapokal-Absenz für den Fenerbahçe im letzten Qualifikationsspiel maßgeblich mit einem Hat-trick zur Qualifikation der UEFA Europa League 2021/22 bei. Die Saison 2021/22 beendete Valencia erneut als einer der offensiven Leistungsträgern seiner Mannschaft, diesmal neben Serdar Dursun, der auch 19 Scorerpunkte hatte.
In der Saison 2022/23 wurde er mit 29 Toren Torschützenkönig in der Süper Lig.
Im Juni 2023 wechselte Valencia nach Brasilien. Hier unterzeichnete er einen Kontrakt bei Internacional Porto Alegre. Der Kontrakt erhielt eine Laufzeit über drei Jahre.

### Nationalmannschaft

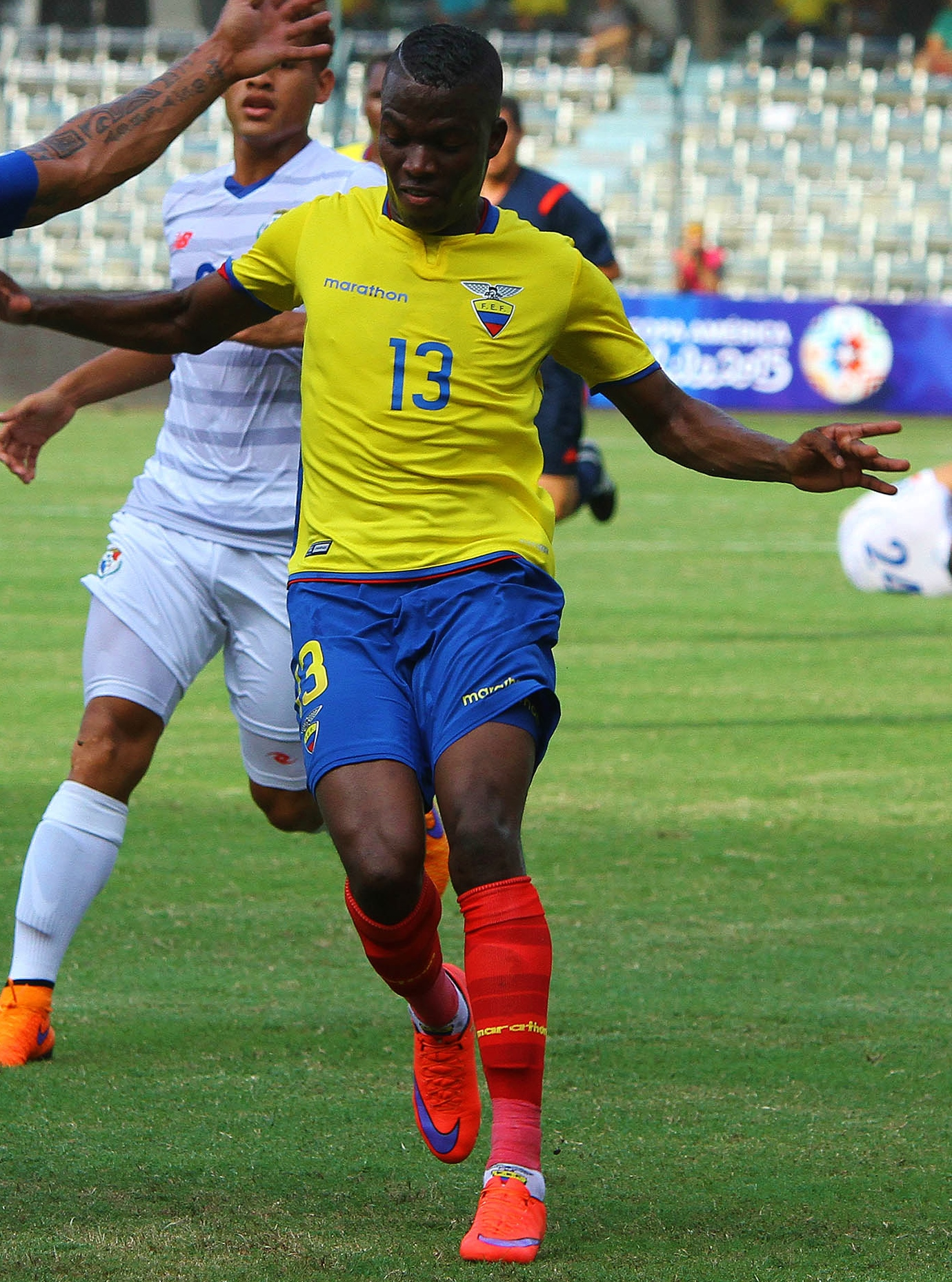
Enner Valencia im Einsatz für die ecuadorianische Nationalmannschaft (2015).

Am 29. Februar 2012 debütierte Valencia für die ecuadorianische A-Nationalmannschaft in einem Testspiel gegen Honduras, das 2:0 gewonnen wurde. Gegen denselben Gegner feierte er am 19. November 2013 seinen ersten Länderspieltreffer zum 2:2-Endstand. Für die Weltmeisterschaft 2014 wurde Valencia in das Aufgebot seines Heimatlandes berufen. Im ersten Gruppenspiel gegen die Schweiz traf er bei der 1:2-Niederlage zur zwischenzeitlichen Führung und beim 2:1-Sieg gegen Honduras sogar doppelt. Im November 2019 erzielte Valencia in seinem 53. Länderspieleinsatz gegen Trinidad und Tobago seinen 30. und 31. Länderspieltreffer und wurde somit neben Agustín Delgado zum Rekordtorschützen der ecuadorianischen A-Nationalmannschaft.
Bei der Copa América 2021 bestritt Valencia vier Spiele und erreichte mit der Mannschaft das Viertelfinale, in welchem sie gegen den späteren Turniersieger Argentinien verloren und ausschieden. Später im Oktober 2021 erzielte er weitere A-Länderspieltore in den Qualifikationsspielen zur Fußball-Weltmeisterschaft 2022, damit wurde Valencia alleiniger Rekordtorschütze der A-Nationalmannschaft Ecuadors.
Valencia erzielte am 20. November 2022 beim 2:0-Sieg gegen den WM-Gastgeber Katar beide Tore im Eröffnungsspiel der Weltmeisterschaft 2022. Mit seinem Treffer am 25. November zum 1:1-Endstand in der 49. Minute des zweiten Gruppenspiels gegen die Nationalmannschaft der Niederlande erzielte er Ecuadors sechstes WM-Tor in Serie und ist seitdem der erfolgreichste Torschütze seines Landes bei Weltmeisterschaften.

## Erfolge
- CS Emelec
  - Ecuadorianischer Meister: 2013

- UANL Tigres
  - Mexikanischer Meister: Apertura 2017, Clausura 2019
  - CampeONEs-Cup-Sieger: 2018[18]
- Fenerbahçe Istanbul
  - Türkischer Pokalsieger 2022/23

## Auszeichnungen
- Torschützenkönig der Copa Sudamericana 2013
- Torschützenkönig der Liga MX Clausura 2014
- Goldener Schuh der CONCACAF Champions League 2019[7]
- Berufung in das Team des Turniers der CONCACAF Champions League 2019[19]
- Torschützenkönig der Süper Lig 2022/23